# 松下悟史
松下 悟史（まつした さとし）は、オウム真理教の信者である。新宿駅青酸ガス事件に関わった。

## 人物
科学技術省に所属しており、新宿駅青酸ガス事件で原料の青酸ガスをアジトへ運んだ殺人未遂容疑で指名手配された。1996年11月23日深夜、埼玉県所沢警察署に出頭し、駐車場に立っていたところを職務質問を受け、翌日未明に逮捕。1998年2月24日に懲役4年2月の判決が下る。